# جيمس فروتشن
جيمس فروتشن (بالإنجليزية: James Fortune)‏ هو منتج أسطوانات وكاتب أغاني أمريكي، ولد في 29 نوفمبر 1978 في ريتشموند في الولايات المتحدة.

## وصلات خارجية
- جيمس فروتشن على موقع IMDb (الإنجليزية)
- جيمس فروتشن على موقع ميوزك برينز (الإنجليزية)
- جيمس فروتشن على موقع ديسكوغز (الإنجليزية)